# Okres Oberwart
Okres Oberwart je okresem rakouské spolkové země Burgenlandu. Jeho centrem je město Oberwart.

## Poloha okresu
Okres leží přibližně uprostřed jižní částí Burgenlandu. Jižní hranici má s okresem Güssing, na západě sousedí převážně se Štýrskem, pouze malou část hranic v oblasti Bersteinu má společnou s Dolním Rakouskem. Na severu hraničí s okresem Oberpullendorf. Východní hranice okresu je zároveň státní hranicí Rakousko x Maďarsko.

## Povrch okresu
Většinu povrchu okresu tvoří pahorkatiny v nadmořské výšce 200-500 metrů. Výjimkou je severní část území (při hranicích s okresem Oberpullendorf). Nejvyšší vrcholky v této oblasti dosahují skoro 900 metrů. V severojižním směru okres odvodňuje řeka Pinka, která teče dále do Maďarska.

## Statistické údaje
Rozlohou se okres řadí v porovnání s ostatními okresy Burgenlandska mezi ty větší. Jeho rozloha je velmi podobná rozloze sousedního okresu Oberpullendorf – 732,62 km². Počet obyvatel a tím pádem i hustota zalidnění je ale vyšší – 53 365, resp. 73 obyv./km². I počet obcí je vysoký – 32.

## Největší obce a města
1. Oberwart (6696 obyvatel)
2. Pinkafeld (5181 obyvatel)
3. Großpetersdorf (3546 obyvatel)